# Cacciata dei mercanti dal Tempio (El Greco Minneapolis)
La Cacciata dei mercanti dal tempio, chiamato anche Espulsione dei mercanti dal Tempio o Purificazione del Tempio è un dipinto del pittore cretese El Greco realizzato circa nel 1570 e conservato nel Minneapolis Institute of Art di Minneapolis negli Stati Uniti d'America.

## Descrizione

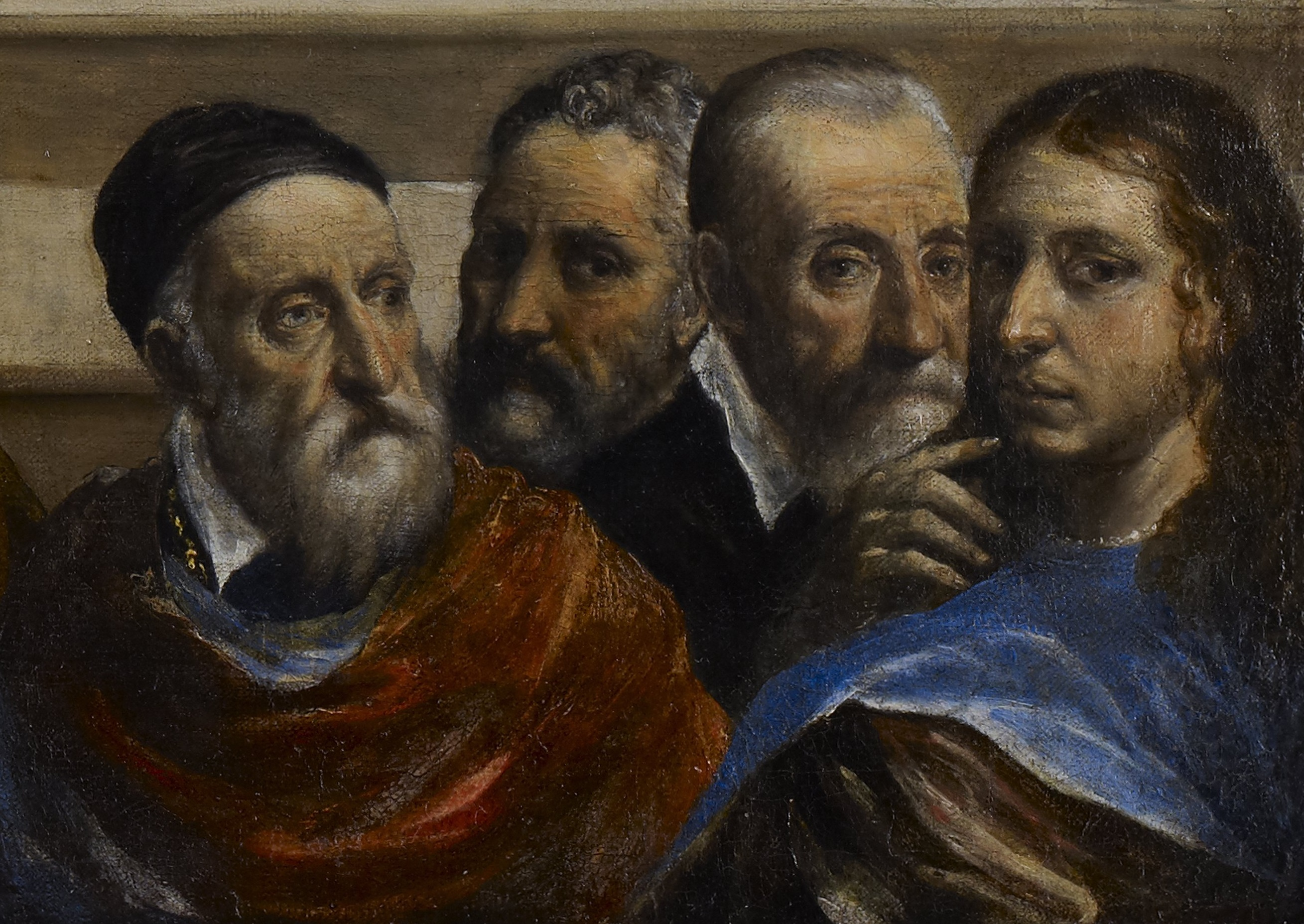
Dettaglio dei pittori

Questo lavoro è uno dei primi esempi della maturità di El Greco. Il pittore ha mantenuto le linee di base della sua prima versione e riesce a creare due gruppi opposti.
El Greco userà questo tema più volte nella sua carriera, quindi è uno dei modi più studiati per apprezzare l'evoluzione del suo stile artistico.
La figura di Cristo, simbolo del martirio e dell'eternità, presiede la scena nel mezzo di una complessa struttura architettonica. Le figure della composizione sono perfettamente trattate. L'opera ha una grande influenza sulla scuola veneziana, in particolare di Tiziano e i da Correggio che compaiono nell'angolo in basso a destra con Michelangelo, Raffaello e Clovio.
Questo lavoro consente al pittore di unirsi al linguaggio pittorico del rinascimento e di lasciarsi alle spalle le sue radici come pittore di icone bizantine.